# 净明道
净明道，全稱“淨明忠孝道”，是一个南宋時期在南昌西山興起的道教派別，发端于晋朝至北宋以来的许逊信仰，託辭為許遜所創，兴盛于元、明，是道教历史上七大派别（一说八大派别）之一，主要典籍有《净明忠孝全书》。得到元明两代不少重臣儒士的服膺称赞，被譽為仙家之“最正者”。同时，为应对北方全真道的迅速崛起，南方的道教流派逐渐归于正一道。淨明道很大程度上影響了后来的閭山道。

## 思想
淨明道的特點是以道教融會儒、釋，倡導三教合一，繼承道家關於“道”的學說和“滌除玄覽”的理論，吸收儒家的倫理觀念和佛教的“普渡眾生”之說，将“忠孝”作为修道的重要门径。淨明道認為“以本心淨明為要，而制行必以忠孝為貴”，才能合乎“中黃八極天心”，達於“無上清虛之境”。

## 发展
据传许逊曾仕晋为四川旌阳令，后辞官从兰公、谌母，於是通曉道法，授「度人净明大法」，传度弟子五百余人，净明之道于是传行于世。
南宋净明道创始人为玉隆萬壽宮道士周真公、何真公等（或以為周真公、何真公為同一人），受許遜顯靈，感召，聚五百弟子创派，后失传。元朝初年由西山道士刘玉（1257年～1308年）重建，刘玉自称数遇许逊等仙，降授净明道要。又于元世祖至元二十年（1283年）遇西山道士胡惠超，告知“淨明大教將興，當出八百弟子，汝為之師”，劉玉遂“開闡大教，誘誨後學”，弘揚淨明道法（《西山隱士玉真劉先生傳》）。提倡以老子为宗，忠孝为本，敬天崇道，济生度死为主要内容。
白玉蟾《海瓊白真人語錄》卷一以淨明道為靈寶派旁門，南宋淨明道（尤其淨明院周方文教團）也將其道法總稱為「靈寶大法」。
元代胡惠超编撰《洪州西山十二真君传》，对净明道的信仰体系进行了系统性的总结，将净明道推崇的历史人物归为西山十二真君，分别为：许逊、吴猛、时荷、甘战、周广、陈勋、曾亨、盱烈、施岑、彭抗、黄仁览、钟离嘉。

## 与江右商帮关系
明清江右商帮的兴起与元代道教的改革有很大关系。净明道强调，以忠孝为本，敬天崇道，诚心正念，方寸净明，积功累德，就可得道成仙，不必出家。净明道教经过这一改革适应了社会经济的历史发展，让当时一大批江西儒生和工商人士看到了净明道是以教忠教孝，诚实守信，要求信众應該認真从事世俗事业，改善生活。万寿宫一般是各地江右商帮的聚会中心，许逊与万寿宫信仰也成为江右人身份认同的重要标志。

## 祖庭和福地
- 西山万寿宫（玉隆万寿宫）：在今江西省南昌市新建区西山镇。
- 南昌万寿宫（铁柱万寿宫）：遗址在今南昌市区中山路万寿宫商城。
- 逍遥山：道教七十二福地中称逍遥山，现多称西山，在南昌市郊。
- 西山洞：道教三十六洞天之一，方圆300里，名曰天柱宝极玄天。